# مقتل آيسينور إيجي
في 6 سبتمبر 2024، قُتلت امرأة تبلغ من العمر 26 عامًا تدعى آيسينور إزجي إيجي، وهي مواطنة أمريكية وتركية مزدوجة الجنسية، برصاص قوات الجيش الإسرائيلي أثناء احتجاج ضد المستوطنات الإسرائيلية غير القانونية بالقرب من نابلس في الضفة الغربية المحتلة.
وُلِدت إيجي في تركيا عام 1998 ونشأت في سياتل، واشنطن. وصلت إلى الضفة الغربية التي تحتلها إسرائيل في 3 سبتمبر 2024 للمشاركة في العمل الناشط مع حركة التضامن العالمية (ISM).
وتقام المظاهرة الأسبوعية في قرية بيتا ضد التوسع الاستيطاني منذ سنوات، وكانت في كثير من الأحيان مسرحاً للقمع الإسرائيلي. منذ مارس/آذار 2020، قُتل سبعة عشر فلسطينيًا على يد القوات الإسرائيلية أثناء مشاركتهم في الاحتجاج، وفي أغسطس/آب 2024، أصيب متظاهر أمريكي برصاصة في ساقه على يد القوات الإسرائيلية أثناء فراره من النيران الحية والغاز المسيل للدموع. وقد قُتل مواطنان أميركيان آخران في الضفة الغربية منذ بدء الحرب على غزة. كانت هي المواطنة الأمريكية الثالثة التي قُتلت برصاص القوات الإسرائيلية في الضفة الغربية في عام 2024، والاثنان الآخران هما توفيق عبد الجبار (17 عامًا)  ومحمد خضور (17 عامًا). وفي كل مناسبة، كانت الحكومة الأمريكية تدين عمليات القتل دون فتح تحقيقات. في 10 سبتمبر 2024، ادعت إسرائيل أن إيجي "ربما تعرضت لإطلاق نار غير مقصود" من قبل قواتها. وقد طعن شهود في هذه الرواية ورفضتها عائلة إيجي، الذين زعموا أنها غير كافية بالنسبة لإسرائيل للتحقيق بنفسها. كما فشلت الأدلة المصورة التي حصلت عليها صحيفة واشنطن بوست في دعم استنتاج إسرائيل.

## السيرة الذاتية
آيسينور إزجي إيجي (27 يوليو 1998 – 6 سبتمبر 2024) أمريكية من أصل تركي، كانت ناشطة في مجال حقوق الإنسان ومرشدة لأقرانها. ولدت إيجي في أنطاليا، تركيا، في 27 يوليو 1998. انتقلت عائلتها إلى الولايات المتحدة عندما كان عمرها أقل من عام واحد. نشأت إيجي في سياتل، وتلقى تعليمه مدرسة ويست سياتل الثانوية. تخرجت من كلية سياتل المركزية في عام 2022 بدرجة الزمالة في الفنون. وفي وقت لاحق، تخرجت من جامعة واشنطن بتخصص رئيسي في علم النفس وتخصص فرعي في اللغات والثقافات الشرق أوسطية.
كانت إيجي قد شاركت سابقًا في الاحتجاجات ضد خط أنابيب داكوتا أكسيس، وكانت ناشطة في النشاط المؤيد للفلسطينيين في حرم جامعة واشنطن. كانت تفكر في الالتحاق بكلية الدراسات العليا لدراسة علم الآثار في الشرق الأدنى.
شاركت إيجي في حركة "فزعة"، وهي منظمة تناضل من أجل حقوق المزارعين الفلسطينيين الذين يتعرضون للاضطهاد من قبل الجيش الإسرائيلي والهجوم من قبل المستوطنين. وكانت أيضًا عضوًا في حركة التضامن الدولية التي يقودها الفلسطينيون، تمامًا مثل توم هيرندال وراشيل كوري.

## الخلفية
وصلت إيجي إلى الضفة الغربية المحتلة في 3 سبتمبر 2024 للمشاركة في العمل النشط مع حركة التضامن الدولية (ISM). وبحسب عائلتها، فقد أُجبرت على السفر إلى الضفة الغربية المحتلة للوقوف مع المدنيين الفلسطينيين الذين يعانون من القمع والعنف المستمر. وقد قُتل مواطنان أميركيان آخران في الضفة الغربية منذ بدء الحرب على غزة. وكانت هذه أيضًا ثالث عملية قتل لمواطن أمريكي على يد القوات الإسرائيلية في السنوات الأخيرة، بعد مقتل عمر الأسد شيرين أبو عاقلة.
وتقام المظاهرة الأسبوعية في بيتا ضد التوسع الاستيطاني منذ سنوات، وكانت في كثير من الأحيان مسرحا للقمع الإسرائيلي. منذ مارس 2020، قُتل سبعة عشر فلسطينيًا على يد القوات الإسرائيلية أثناء مشاركتهم في الاحتجاج، وفي أغسطس 2024، أصيب متظاهر أمريكي برصاصة في ساقه على يد القوات الإسرائيلية أثناء فراره من النيران الحية والغاز المسيل للدموع. دخل إيجي إلى الضفة الغربية في بداية شهر سبتمبر وشارك في الاحتجاجات الأسبوعية في بيتا. أثناء صلاة جماعية مكونة في المقام الأول من الرجال والأطفال، وصل جنود جيش الاحتلال الإسرائيلي وحاولوا تفريق المجموعة.

## إطلاق النار والوفاة
في 6 سبتمبر 2024، شاركت إيجي في احتجاج في بيتا، بالقرب من مستوطنة إفياتار الإسرائيلية. وتطالب المظاهرة التي تقام أسبوعيا بإنهاء التوسع الاستيطاني الإسرائيلي في الضفة الغربية.
وبحسب الصحفي جوناثان بولاك من صحيفة هآرتس، الذي حضر الحدث وهو ناشط في مجموعة الدفاع عن فلسطين، فقد حاصر الجنود الإسرائيليون المجموعة قبل الصلاة الجماعية التي أقامها ناشطون فلسطينيون وغير فلسطينيين قبل بدء الاحتجاج. وبعد انتهاء الصلاة اندلعت مواجهات بين الجنود والمتظاهرين. وأفاد شهود عيان أن قوات جيش الاحتلال الإسرائيلي استخدمت الذخيرة الحية والغاز المسيل للدموع لإجبار المجموعة على العودة إلى قراهم؛ ورد المتظاهرون بإلقاء الحجارة ثم تراجعوا من المنطقة.
وقالت ناشطة أسترالية تحدثت مع صحيفة واشنطن بوست إنها وإيجي كانتا تعتزمان تجنب الاحتجاجات العنيفة، ووفقاً لبولاك، فقد أطلقت النار على إيجي بالفعل خلال الهدوء الذي تلا ذلك. بعد حوالي 20 إلى 30 دقيقة من توقف الاشتباكات، تسلق الجنود منزلًا وتمركزوا على سطحه على بعد حوالي 200 ياردة. قال أحد المتظاهرين الواقفين مع إيجي: "كنا واقفين، مرئيين للجيش، نقف فقط دون أن نفعل شيئًا. لم يحدث شيء." صوّب أحد الجنود سلاحه وأطلق النار، فارتدت رصاصة من حجر وأصابت شابًا فلسطينيًا يبلغ من العمر 18 عامًا في فخذه. بعد إطلاق النار الثاني، أفاد بولاك أنه استدعي لمساعدة إيجي، التي وجدها ملقاة تحت شجرة زيتون مصابة برصاصة في رأسها. وأضاف أنها كانت ترقد في خط رؤية مباشر من موقع الجنود على سطح المبنى. وبحسب بولاك، لم يكن الجنود تحت أي تهديد. وفي بيان لاحق، ذكرت حركة التضامن الدولية أن أياً من نشطائها لم يلقِ الحجارة على الجنود الإسرائيليين، وأن المظاهرة كانت سلمية، وأنه لا يوجد خطر محتمل على الجنود حيث كانوا على بعد 200 متر من المتظاهرين. وتشير اللقطات التي حصلت عليها صحيفة واشنطن بوست إلى أن إيجي تعرضت لإطلاق النار بعد أكثر من 30 دقيقة من انتهاء الاشتباكات.
وبحسب بولاك، ورغم وقوع اشتباك في حادث سابق في نفس اليوم، فإن الجنود لم يكونوا تحت أي تهديد، وأن مقتل إيجي وقع في حدث منفصل. وشاهد جنديين متمركزين فوق أحد المنازل القريبة، يوجهان مسدساً نحو المتظاهرين ويفتحان النار. وقال بولاك إن إيجي كانت تبعد عنه قرابة 10 أمتار عندما أصيبت برصاصة في رأسها، وأنها كانت تنزف حتى الموت بجانب شجرة زيتون. تناقضت حركة التضامن الدولية مع مزاعم جيش الاحتلال الإسرائيلي بأن جنودها تعرضوا للرشق بالحجارة من قبل مجموعة إيجي، قائلة "كانت آيشينور على بعد أكثر من 200 متر (660 قدم)"كانت المسافة بين مكان تواجد الجنود الإسرائيليين ولم تكن هناك أي مواجهات هناك على الإطلاق في الدقائق التي سبقت إطلاق النار عليها."
تم نقل إيجي إلى مستشفى رفيديا الجراحي في نابلس، حيث تم تأكيد وفاتها. وأكد مدير المستشفى فؤاد نفاع، وكذلك طبيب آخر قدم الإسعافات الأولية، ورد بصلات، لوسائل الإعلام أن إيجي أصيب برصاصة في الرأس.

## الآثار
تم نقل رفات إيجي إلى تركيا ودفنت في ديديم في 14 سبتمبر في جنازة حضرها نائب الرئيس التركي جودت يلماز ووزير الخارجية هاكان فيدان  ورئيس الجمعية الوطنية الكبرى نعمان قورتولموش وزعيم حزب الشعب الجمهوري أوزغور أوزيل.

## الاستجابات
وطالبت عائلة إيجي بإجراء تحقيق مستقل في وفاتها. وفي بيان صدر على وسائل التواصل الاجتماعي، ادعت عائلتها أن إيجي كانت تحتج سلميًا عندما قُتلت، وأن حياتها "أُزهقت بلا داعٍ وبطريقة غير قانونية وعنيفة من قبل الجيش الإسرائيلي". وفي بيان عام، دعت عائلة إزجي إيجي الحكومة الأميركية إلى بذل الجهود لإجراء تحقيق مستقل، معتبرة أنه "من غير الكافي" أن تحقق إسرائيل بنفسها. في العاشر من سبتمبر/أيلول، وبعد ساعات من إصدار إسرائيل لنتائج تحقيقها، والذي أقرت فيه بأنه "من المرجح جدًا" أن تكون إزجي إيجي قد قُتلت برصاص قناص إسرائيلي، لكنها زعمت أن الفعل لم يكن متعمدًا، أصدرت العائلة بيانًا آخر، انتقدت فيه التحقيق الإسرائيلي ووصفته بأنه "غير كافٍ على الإطلاق"، وأضافت: "نشعر بإهانة بالغة للتلميح إلى أن قتلها برصاص قناص مُدرّب كان غير متعمد بأي شكل من الأشكال. إن الاستخفاف بالحياة البشرية الذي أظهره التحقيق أمر مروع".

### فلسطين
كتب أمين عام منظمة التحرير الفلسطينية حسين الشيخ على تويتر أن مقتل إيجي "جريمة أخرى تضاف إلى سلسلة الجرائم التي ترتكبها قوات الاحتلال يوميا".
وأصدرت حماس بيانا أدانت فيه عملية القتل باعتبارها "جزءا من نمط العنف ضد المؤيدين الأجانب للقضية الفلسطينية، بما في ذلك قضية راشيل كوري الشهيرة". ودعا البيان المجتمع الدولي إلى محاسبة الحكومة الإسرائيلية.

### إسرائيل
وفي السادس من سبتمبر/أيلول، أكدت قوات الاحتلال الإسرائيلية أن قواتها أطلقت النار في بيتا "باتجاه محرض رئيسي للعنف ألقى الحجارة على القوات وشكل تهديداً لها"، وأن "تفاصيل الحادث والظروف التي أصيبت فيها [إيجي] قيد المراجعة". في 10 سبتمبر 2024، صرح جيش الاحتلال الإسرائيلي أنه "من المرجح للغاية" أن يكون جندي إسرائيلي قد أطلق النار عليها، لكنه زعم أن قتلها لم يكن متعمدًا.
كتبت قوات الاحتلال الإسرائيلية على منصة التواصل الاجتماعي إكس أن "الجيش ينظر في تقارير تفيد بمقتل مواطنة أجنبية نتيجة إطلاق نار في المنطقة. تفاصيل الحادث وظروف إصابتها قيد المراجعة."

### دولياً

#### الولايات المتحدة
وأكدت وزارة الخارجية الأمريكية وفاة إيجي وهويتها في 6 سبتمبر. وقال المتحدث باسم مجلس الأمن القومي شون سافيت في بيان إن الولايات المتحدة "منزعجة بشدة" من هذا الحدث. وطالبوا أيضًا إسرائيل بفتح تحقيق في وفاة إيجي. كما أدلى وزير الخارجية الأمريكي أنتوني بلينكن بتصريح مفاده أن الحكومة الأمريكية ستشارك المزيد من المعلومات عندما تصبح متاحة، و"سنتصرف بناءً عليها حسب الضرورة". ورفض المتحدث باسم وزارة الخارجية فيدانت باتيل إلقاء اللوم على إسرائيل في عملية القتل، وصرح بأن الحكومة الأميركية لا تخطط للضغط من أجل إجراء تحقيق مستقل، كما طالبت عائلة إيجي. في 11 سبتمبر/أيلول، نددت نائبة الرئيس كامالا هاريس بمقتل الصحفية ووصفته بأنه "مأساوي" و"غير مقبول"، ودعت إلى "المساءلة الكاملة" عن القتل. وفي اليوم نفسه، طالب الرئيس جو بايدن "بالمساءلة الكاملة" بعد قبوله في البداية للتفسير الإسرائيلي بأن الحادث كان عرضيًا، دون تأييد إجراء تحقيق مستقل أو السعي إلى تحديد العواقب المترتبة على القتل.
قال المتحدث باسم وزارة الخارجية الأمريكية، ماثيو ميلر: "نجمع بشكل عاجل المزيد من المعلومات حول ملابسات وفاتها، وسنُدلي بالمزيد من المعلومات مع ورود المزيد من المعلومات. سلامة وأمن المواطنين الأمريكيين هي الأولوية القصوى لدينا." ودعت عضوة الكونجرس عن ولاية ميشيغان، رشيدة طليب وزير الخارجية أنتوني بلينكن إلى "التحرك لإنقاذ الأرواح".

#### تركيا
صرح المتحدث باسم وزارة الخارجية التركية، أونجو كيتشيلي، بأن تركيا ستبذل "كل جهد ممكن لضمان تقديم قتلة مواطنتنا للعدالة". وجاء في بيان رسمي آخر صادر عن وزارة الخارجية التركية: "ندين هذه الجريمة التي ارتكبتها حكومة نتنياهو. تحاول إسرائيل ترهيب كل من يساعد الشعب الفلسطيني ويناضل سلميًا ضد الإبادة الجماعية. لن تنجح سياسة العنف هذه". ووصف الرئيس التركي رجب طيب أردوغان عملية القتل التي ارتكبتها إسرائيل بأنها "بربرية".

#### الأردن
وأدانت وزارة الخارجية الأردنية مقتل إزجي إيجي وطالبت بمحاسبة الجناة. وأضافت أن هذه الجريمة تعكس السياسات المتطرفة التي تنتهجها حكومة إسرائيل، والتي "تحرض على الكراهية، وتغذي التطرف، وتشجع المستوطنين على استهداف وقتل الفلسطينيين، وكذلك أولئك الذين يتضامنون مع الحقوق المشروعة للفلسطينيين".

#### قطر
أصدرت وزارة الخارجية القطرية بيانًا أدانت فيه مقتل عزجي إيجي: "تأتي هذه الجريمة البشعة ضمن سلسلة من الجرائم المستمرة التي يرتكبها الاحتلال الإسرائيلي ضد القضية الفلسطينية وحقوق الإنسان الفلسطيني. إن صمت المجتمع الدولي على هذه الانتهاكات يشكل حافزاً للاحتلال لارتكاب المزيد من الفظائع".

### المنظمات
صرح المتحدث باسم الأمم المتحدة ستيفان دوجاريك أن المنظمة تريد رؤية "تحقيق كامل في ملابسات" الحادث. أعرب المرصد الأورومتوسطي لحقوق الإنسان عن "صدمته الكبيرة" عقب مقتله، وقال إنه سيجري تحقيقًا في الحادث. وقالت منظمة مشروع السلام والعدالة إن الهجوم كان نتيجة "تشجيع إسرائيل على ارتكاب أعمال التطهير العرقي بدعم من حكومتي المملكة المتحدة والولايات المتحدة".
وقال المتحدث باسم مجلس الأمن القومي الأمريكي شون سافيت في بيان لوكالة الأناضول التركية الرسمية: "نحن منزعجون للغاية من الوفاة المأساوية للمواطنة الأمريكية آيسنور إزجي إيجي اليوم في الضفة الغربية وقلوبنا مع عائلتها وأحبائها". وأضاف سافيت قائلاً: "لقد تواصلنا مع حكومة إسرائيل لطلب المزيد من المعلومات وطلب إجراء تحقيق في الحادث".
وقال محافظ نابلس غسان دغلس في تصريح لرويترز "سيتم رفع كافة الإجراءات القانونية إلى المحكمة الجنائية الدولية". "الرصاص لا يفرق بين فلسطيني أو طفل أو امرأة أو أي جنسية"... "الآن فقدت حياتها، وهي مواطنة أمريكية تحمل الجنسية الأمريكية، وهذا يعني أن إسرائيل تتخطى كل الحدود."

## انتقاد الاستجابة المؤسسية الأمريكية
تعرضت إدارة بايدن-هاريس لانتقادات من قبل أعضاء المجتمع الإسلامي الأمريكي ودعاة السلام بسبب ردها على مقتل إيجي، والذي قورن بالخطاب الأقوى بكثير المستخدم ضد حماس بشأن مقتل الرهينة الأمريكي هيرش جولدبرج بولين. وأشار المنتقدون إلى أن الحكومة الأميركية رفضت إلقاء اللوم على إسرائيل في وفاة إيجي، وأكدت أن هناك حاجة إلى مزيد من المعلومات قبل اتخاذ أي إجراء بشأن هذه المسألة، على الرغم من عدم إرسال أي بعثة لتقصي الحقائق في وفاة جولدبرج بولين، والتي ألقي اللوم فيها على حماس على الفور. وأشارت صحيفة عرب نيوز في الثامن من سبتمبر/أيلول إلى أن الرئيس جو بايدن ونائبة الرئيس كامالا هاريس لم يعربا شخصيًا عن أسفهما لوفاة إيجي على الرغم من قيامهما بذلك نيابة عن جولدبرج بولين (وقد فعل كلاهما ذلك في النهاية بعد ثلاثة أيام في بيانات منفصلة). وعلى نحو مماثل لمشاعر عائلة إيجي، تعرضت اقتراح الولايات المتحدة بأن تحقق إسرائيل بنفسها في الحادث لانتقادات أيضاً. وأشارت شبكة سي إن إن إلى أن إدارة بايدن لم تغير دعمها الكبير للقوات الإسرائيلية حتى بعد تحميلها المسؤولية عن مقتل مواطنين أمريكيين، مستشهدة بمثال شيرين أبو عاقلة. على مدار ما يقرب من أحد عشر شهرًا مضت، أظهر الرئيس بايدن يوميًا أي حياة يُقدّرها وأي حياة يراها ضرورية. لا يمكنه أن يُقدّم ولاءه لهذا النظام المُرتكب للإبادة الجماعية على حياة مواطنيه، كما قالت مارغريت ديريوس، المديرة التنفيذية لمعهد فهم الشرق الأوسط.
كما انتُقدت وسائل الإعلام التراثية لفشلها في تحديد المصدر الإسرائيلي للرصاصة التي قتلت إيجي بوضوح.
بعد أن أيّد الرئيس بايدن الاستنتاج الذي توصل إليه التحقيق الأولي الإسرائيلي بأن وفاة إيجي كانت عرضية، كرر شريك الضحية، حامد علي، تشكيك العائلة في صحة ما جاء في التحقيق، وأضاف أن الرئيس بايدن أو البيت الأبيض لم يتصل بالعائلة منذ وفاة الناشط. وقالت العائلة عن تصريحات الرئيس بايدن إنها ”ليست فقط غير حساسة وكاذبة، بل هي تواطؤ مع أجندة الجيش الإسرائيلي للاستيلاء على الأراضي الفلسطينية وتبييض مقتل أمريكي“.
وتعليقاً على أوجه التشابه بين قضية إيزجي وقضية ابنتهما الراحلة راشيل كوري، قالا سيندي وكريغ كوري إنه — نظراً لرفض إسرائيل التاريخي معاقبة الجنود الذين يقتلون النشطاء المحليين والأجانب في فلسطين — فإن عدم رغبة الولايات المتحدة في إجراء تحقيقاتها الخاصة في مقتل مواطنيها على يد القوات الإسرائيلية لا يمكن أن يكون إلا بدوافع سياسية.